# Pseudohorus pilosus
Pseudohorus pilosus är en spindeldjursart som beskrevs av Volker Mahnert 1982. Pseudohorus pilosus ingår i släktet Pseudohorus och familjen Olpiidae. Inga underarter finns listade i Catalogue of Life.